# Linia kolejowa Praha – Vraňany – Děčín
Linia kolejowa Praha – Vraňany – Děčín – dwutorowa, zelektryfikowana linia kolejowa o znaczeniu międzynarodowym w Czechach. Łączy Pragę z Děčínem przez Kralupy nad Vltavou, Vraňany, Hněvice, Roudnice nad Labem, Lovosice i Uście nad Łabą. Przebiega przez terytorium Pragi, kraju środkowoczeskiego i usteckiego.